# Coral Herrera
Coral Herrera Gómez (Madrid, 1977) é uma escritora e comunicadora feminista espanhola que vive na Costa Rica, conhecida por sua crítica ao mito do amor romântico e por suas contribuições aos estudos queer.

## Biografia
Coral Herrera é licenciada em Humanidades e Comunicação Audiovisual pela Universidade Carlos III de Madrid. Doutorou-se em Humanidades e Comunicação pela mesma Universidade com uma tese sobre o amor romântico no ocidente e sua relação com o capitalismo, o patriarcado e a democracia.
Depois de finalizar seu doutorado e devido à situação de crise econômica na Espanha, estabeleceu-se na Costa Rica depois de uma estadia em Paris. Tem publicado artigos em diferentes meios como Pikara Magazine, El País, eldiario.es ou El Ciudadano e colaborado em programas como La Tuerka.
O tema principal de sua obra é a crítica ao amor romântico desde uma perspectiva de gênero e queer. Defende que o romantismo é produto do patriarcado e que joga um papel fundamental na construção binária e hierárquica da desigualdade de gênero. Em seu trabalho manifesta que existem diferentes maneiras de entender e experimentar o amor mais libertadoras e satisfatórias que as tradicionais.

## Livros
- Más allá de las etiquetas: hombres, mujeres y trans (2010).[10]
- La construcción sociocultural del amor romántico (2011).[11]
- Bodas Diversas y Amores Queer (2013).[12]
- Bodas reales, bodas patriarcales: análisis queer de la boda de los príncipes de Asturias (2014).[13]